# Metro Sul do Tejo

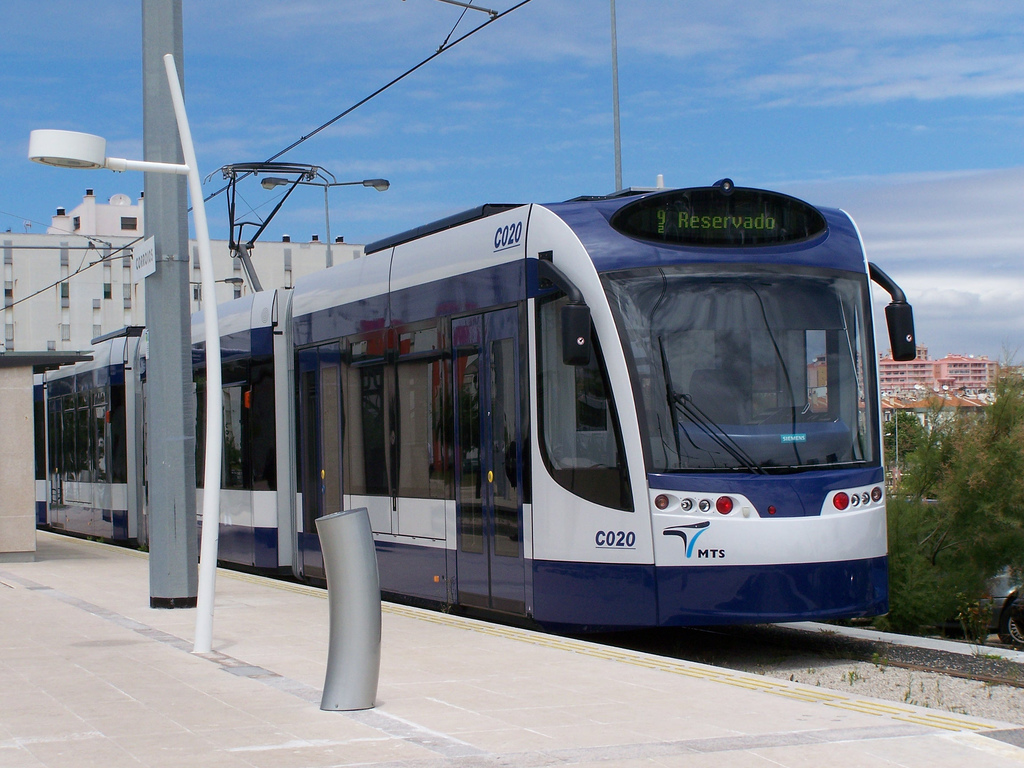
Ein Zug der Metro Sul do Tejo am Bahnhof Corroios

Die Metro Sul do Tejo (MST) oder auch Metropolitano Ligeiro da Margem Sul do Tejo, zu Deutsch Leichte Schnellbahn am Südufer des Tejos, ist ein Stadtbahnsystem auf der südlichen Uferseite des portugiesischen Flusses Tejo in den Städten Almada und Seixal, direkt gegenüber der portugiesischen Hauptstadt Lissabon. Der erste Streckenabschnitt zwischen den Haltestellen Corroios und Cova da Piedade ging am 1. Mai 2007 in Betrieb, mit einer Verlängerung zum Fährterminal Cacilhas am 26. November 2008 ist die erste Ausbauphase bei einer Ausdehnung auf insgesamt 13,5 Kilometer mit 19 Haltestellen fertiggestellt. Des Weiteren gibt es Pläne für die Erweiterung des Netzes nach Barreiro, Moita und Costa da Caparica.
Das Straßenbahnnetz, das von Konsortium Metro, Transportes do Sul, SA (MTS) betrieben wird, stellt ein wichtiges Element im Verkehrskonzept in der Margem Sul do Tejo dar und bildet gemeinsam mit Fertagus und dem weitverzweigten Busnetz der Transportes Sul do Tejo eine Alternative zum motorisierten Individualverkehr.

## Betrieb

### Liniennetz
Das aktuelle Liniennetz der Metro Sul do Tejo ist etwa 13,5 Kilometer lang und umfasst 19 Stationen. Die Züge der MST fahren durchweg auf eigenem Gleisbett unabhängig vom restlichen Autoverkehr. Das gesamte Netz ist für eine Spurweite von 1435 Millimetern zweigleisig ausgebaut und mit Vorrangschaltung für die Straßenbahn ausgestattet. Alle Haltestellen sind behindertengerecht. Es ist das erste Straßenbahnnetz Portugals, das seit der starken Schrumpfung der Lissaboner und Portuenser Straßenbahnnetze neu eröffnet wurde.
Derzeit werden folgende Linien betrieben:
- Linie 1: Corroios–Cova da Piedade-Almada–Cacilhas
- Linie 2: Corroios–Cova da Piedade–Pragal
- Linie 3: Universidade–Pragal–Ramalha–Almada–Cacilhas

Die Fahrzeit der gesamten Linie 2 beträgt 15 Minuten, der Linien 1 und 3 je 19 Minuten.
Die Haltestellen Pragal, Corroios und Cacilhas bilden große Umsteigepunkte, sogenannte interfaces, zwischen verschiedenen öffentlichen Verkehrsmitteln. An den Bahnhöfen Pragal und Corroios kann zu den Zügen des Fertagus beziehungsweise der CP sowie weiteren Buslinien (SulFertagus und Transportes Sul do Tejo) umgestiegen werden. An der Haltestelle Cacilhas bestehen Umsteigemöglichkeiten zum umfangreichen Fährverkehr der Transtejo & Soflusa nach Lissabon.

### Fahrzeiten
Die ersten Züge der Metro Sul do Tejo fahren um 05:00, der Betrieb endet etwa gegen 01:30. Grundsätzlich besteht auf allen drei Linien ein Grundtakt von 15 Minuten, der in der Hauptverkehrszeit auf einen 5- und in der Nebenzeit auf einen 7/8-Minuten-Takt verdichtet wird. Zusätzlich ergeben sich durch die Linienüberlagerungen auf den meisten Abschnitten noch dichtere Takte.

### Fahrkarten

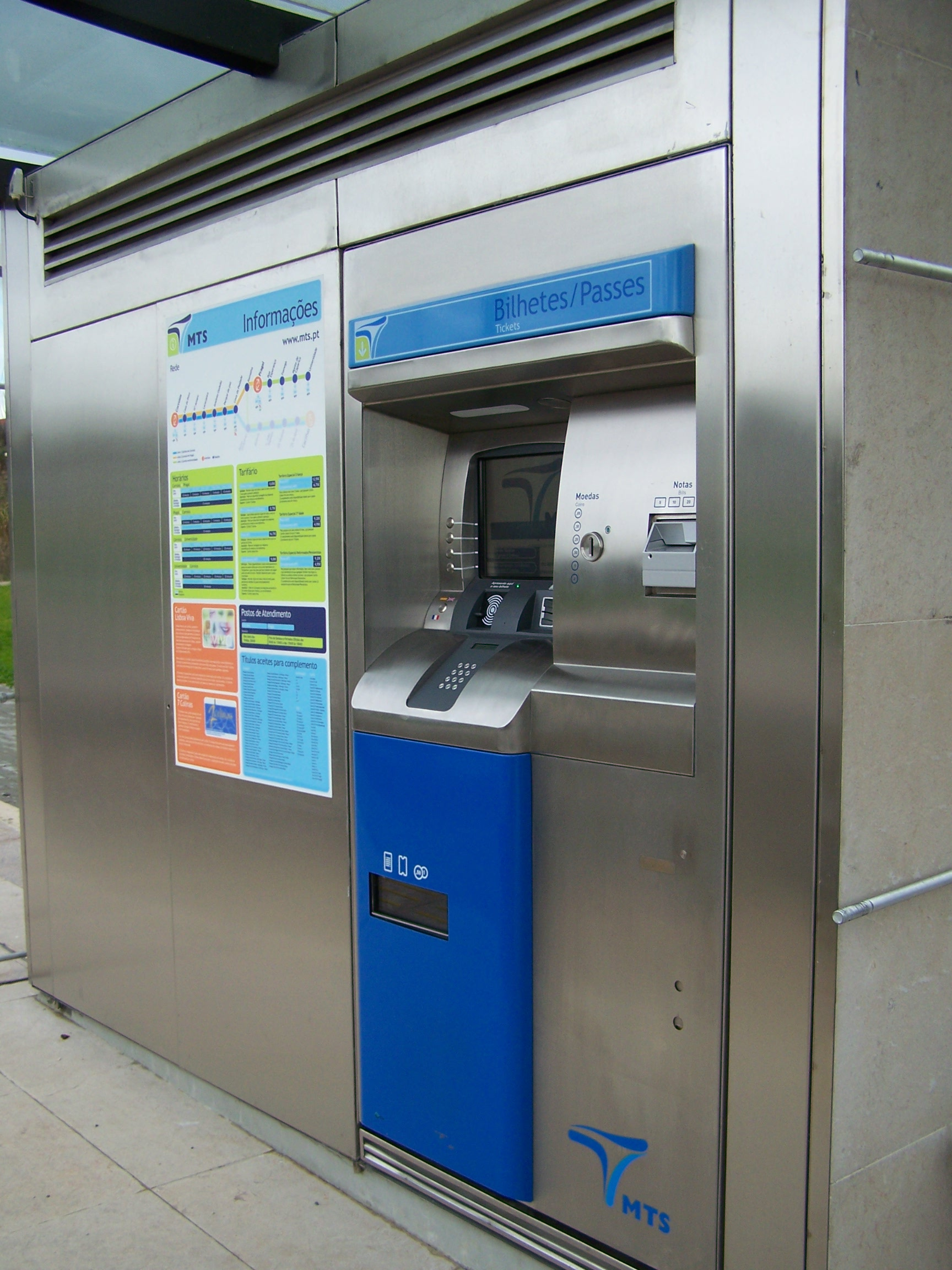
Typischer Fahrkartenautomat, den es an allen Haltestellen gibt

Die Metro, Transportes do Sul, SA bietet das übliche Fahrkartensortiment für ihr Straßenbahnnetz an. Neben Einzelfahrscheinen sind auch Zehner-Fahrscheinpakete zu erwerben, die einen geringen Rabatt beinhalten. Ermäßigungen gibt es für Kinder, Senioren und Rentner. Des Weiteren gibt es im Fahrkartensortiment auch Monats- und Jahreskarten, die – im Gegensatz zu Einzelfahrscheinen – auch mit anderen Verkehrsmitteln im Raum Lissabon (Metro Lissabon, Fertagus, Carris, CP etc.) kombiniert werden können. Einen Verkehrsverbund und damit ein tarifliches Umsteigen für Einzelfahrscheine gibt es derzeit nicht. Als Fahrkarten werden die auch in Lissabon gebräuchlichen elektronisch arbeitenden Guthabenkarten mit Transponder (7 Colinas, Viva Lisboa) benutzt.
Fahrkartenautomaten gibt es an allen Haltestellen, an den Haltestellen Corroios, Pragal, Almada, Cacilhas und zeitweise auch in Universidade bietet das MTS-Personal ebenso einen Fahrkartenverkauf an.

## Geschichte

### Entwicklung des öffentlichen Nahverkehrs in der Margem Sul
Bis in die 1960er Jahre waren das nördliche und das südliche Ufer des Tejos voneinander strikt getrennt, die Pendlerströme über den Hauptstadtfluss hielten sich in Grenzen, sodass ein verzweigtes Fährliniennetz alle Fahrgäste befördern konnte.
Am 6. Januar 1966, noch unter der Diktatur Salazars, eröffnete die portugiesische Regierung die Brücke Ponte Salazar, heute Ponte 25 de Abril. Zwar war die Brücke zunächst nur für den Autoverkehr zugelassen, dennoch entstanden große Wohnsiedlungen auf der südlichen Seite des Tejos, da die Immobilienpreise im Vergleich zur Hauptstadt wesentlich geringer waren. Im Zuge dieser Eröffnung erlebten die vormals nur unbedeutenden Gemeinden Almada, Seixal, Barreiro und Alcochete einen erheblichen Entwicklungsschub. Der Wohnungsbau erfolgte jedoch nicht im Rahmen eines Gesamtkonzeptes, ein Plan zur Erschließung mit öffentlichen Verkehrsmitteln fehlte ebenso. Lediglich Buslinien verbanden die einzelnen aufstrebenden Gemeinden mit den Fährterminals Cacilhas (Almada), Barreiro und Seixal. Somit blieben Fähren und Busse die einzigen Nahverkehrsmittel. Seitdem steigen die Einwohnerzahlen der Gemeinden am Südufer des Tejo stetig, bis heute ist das Wachstum ungebremst.
Das einzige vorhandene Verkehrsmittel blieb bis dahin die Straße, 1999 erhielt die Ponte 25 de Abril jedoch das seit dem Bau der Brücke geplante Unterdeck mit einer zweigleisigen Eisenbahntrasse, die an die Lissabonner Linha de Cintura anschließt. Die Eisenbahntrasse führte hinter der Brücke über die Gemeinden Pragal, Corroios, Foros de Amora und endete in Fogueteiro. An jedem der Bahnhöfe entstanden große Park-and-Ride-Plätze, Zubringerbusse befördern die Einwohner zu den Bahnhöfen. Seit 2004 fahren die vom privaten Verkehrsunternehmen Fertagus betriebenen Züge bis Setúbal. Doch die Eisenbahnstrecke gewährt und gewährte nur eine großflächige Erschließung und löste das Grundproblem der Margem Sul do Tejo, die Verbindung zwischen den einzelnen Gemeinden und einer leistungsfähigen Verbindung zu den Bahnhöfen, nicht.

### Erste Planungen und Machbarkeitsstudie
Bereits vor dem Einbau des Eisenbahndecks für die Ponte 25 de Abril, in den späten achtziger Jahren, gab es Ideen für eine Straßenbahn am Südufer. Alle Gemeinden im Distrikt Setúbal entwarfen gemeinsam die Idee eines Oberflächen-Schienenverkehrsmittelns, das im Plano Integrado de Desenvolvimento do Distrito de Setúbal, zu deutsch „Entwicklungsplan des Distrikts Setúbal“, festgehalten wurde. Von Anfang an distanzierten sich die Planer vom portugiesischen Wort für Straßenbahn, elétrico, was der traditionellen Straßenbahn im gegenüberliegenden Lissabon geschuldet sein mag. Bis 1995 ließen die Stadtverwaltungen von Almada und Seixal für eine sogenannte Metropolitano Ligeiro da Margem Sul do Tejo eine Machbarkeitsstudie entwickeln, außer Frage stand, dass das System größtenteils an der Oberfläche verkehren sollte. Basierend auf der Machbarkeitsstudie von 1995 konnten bis 1997 die Vorentwurfsplanungen entwickelt und vertieft werden.

### Ausschreibung
Nachdem der Planfeststellungsbeschluss und damit die Planung abgeschlossen werden konnte, begann am 23. September 1999 mit der Veröffentlichung im Diário da República der Ausschreibungsprozess. Die Konzessionsausschreibung umfasste den Bau des Straßenbahnnetzes von 13 Kilometern Streckenlänge mit 19 Haltestellen auf drei Linienästen zur Universität (Wissenschafts- und Technologiefakultät der Neuen Universität Lissabon), zum Fährterminal Cacilhas und zum Bahnhof Corroios, den Bau einer Betriebswerkstatt, die Lieferung und Wartung von Straßenbahnfahrzeugen und der restlichen technischen Ausrüstung sowie den Betrieb des Netzes. Bei einer positiven Entwicklung stellte der Konzessionsgeber noch zwei weitere Bauphasen zum Bahnhof Fogueteiro und über Seixal nach Barreiro in Aussicht.
Für die dreißigjährige Konzession, ergo bis 2032, bewarben sich zwei Konsortien. Zum einen das Konsortium Metro Transportes do Sul, SA (MTS) bestehend aus den Unternehmen Joaquin Jerónimo (34 %, Unterhaltung der Fahrzeuge, der Infrastruktur und Betrieb), der Gruppe Metroligeiro (verschiedenen Baufirmen, 33 %, Bau der Infrastruktur) sowie Siemens (21,33 % Fahrzeuglieferung) und Meci (11,67 %, elektrotechnische Ausrüstung). Zum anderen bewarb sich das Konsortium Metropolitano do Arco Ribeirinho, SA (MAR) bestehend aus der Baufirma Somague, dem Schienenfahrzeugbaukonzern Adtranz und den Firmen Edifer, Efacec und Neopul.

### Bauanfang und Verzögerungen

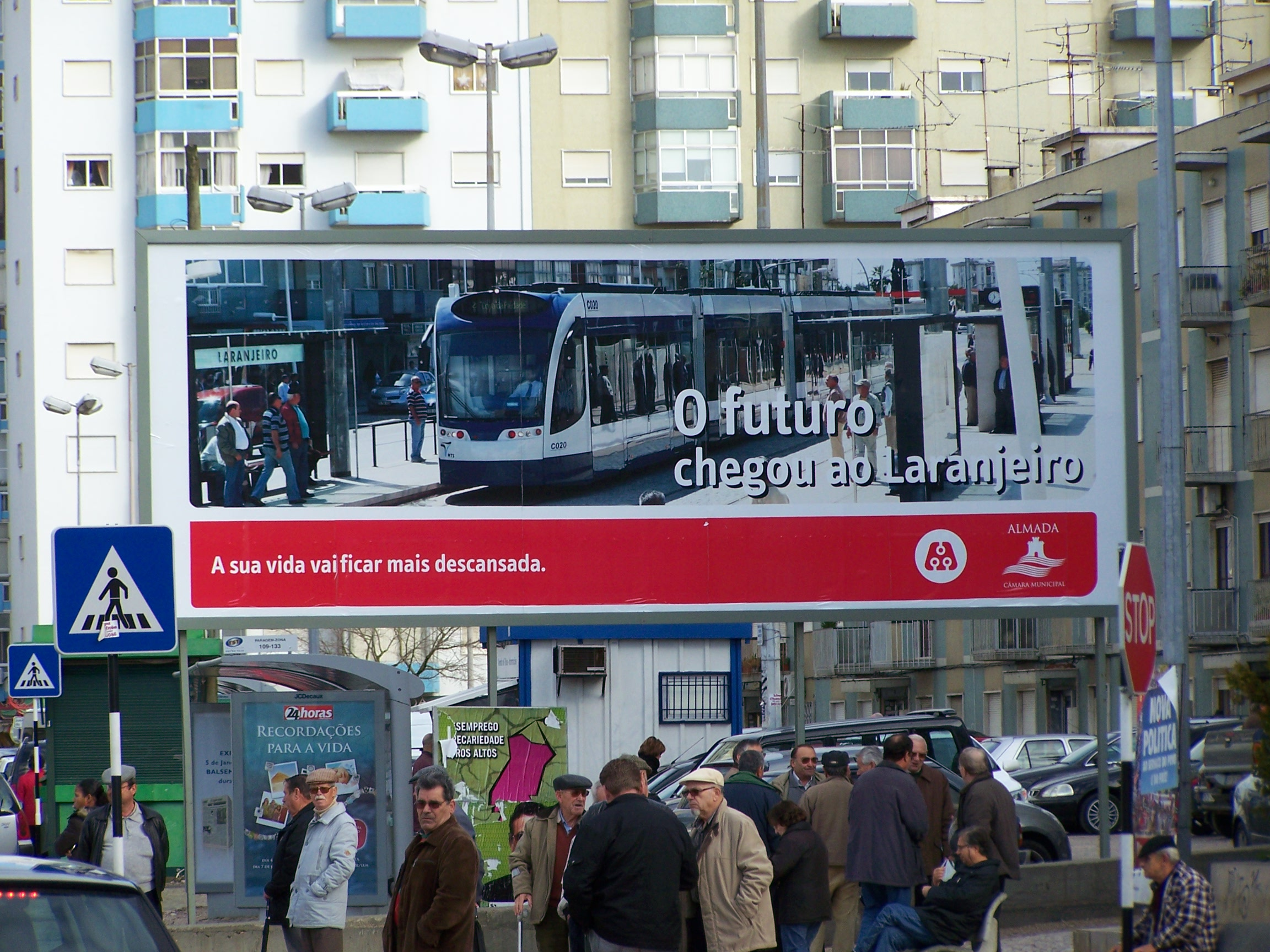
Werbung der Stadtverwaltung für die neue „Metro“: O futuro chegou ao Laranjeiro („Die Zukunft ist in Laranjeiro angekommen“)

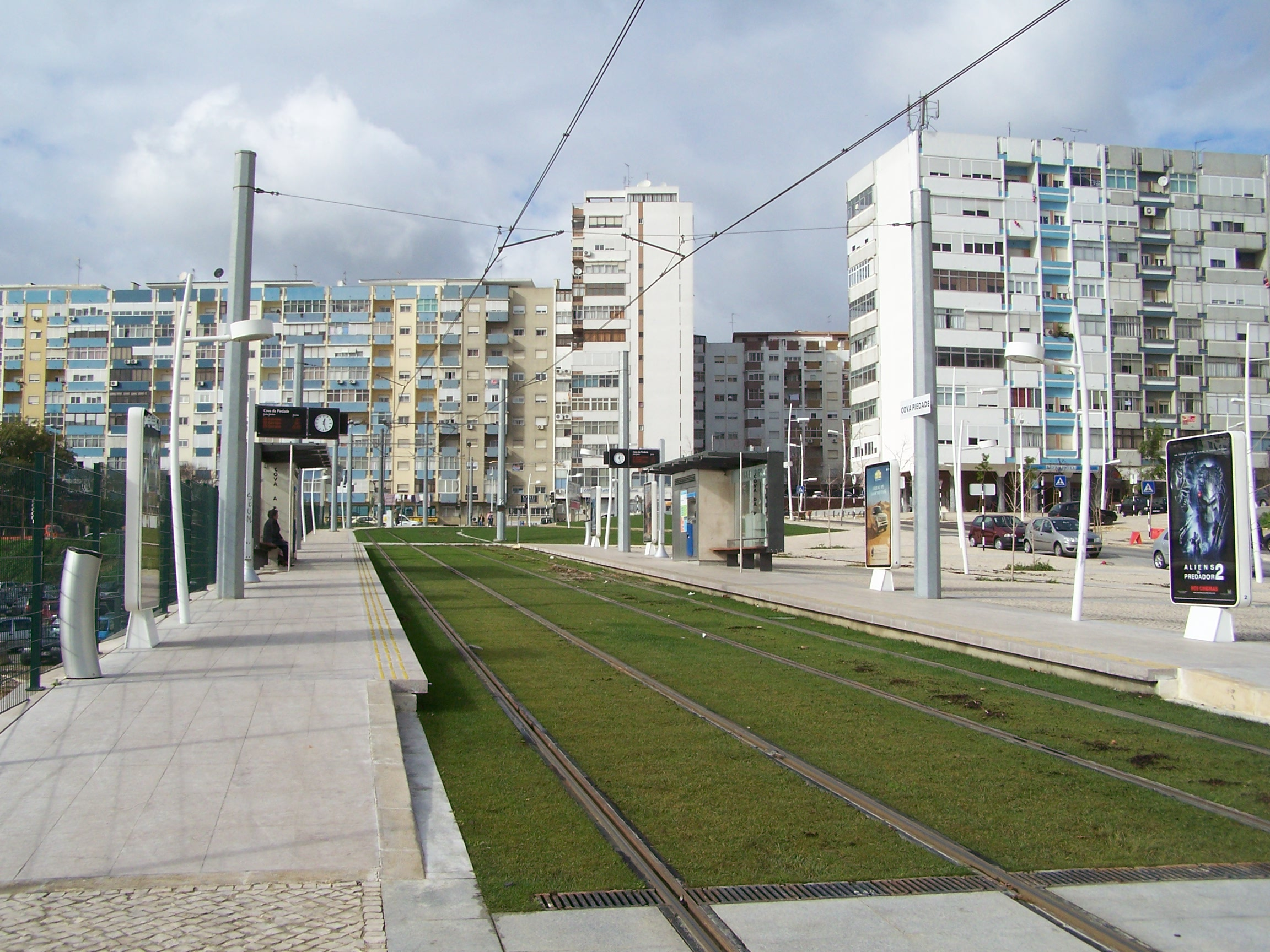
Die Haltestelle Cova da Piedade war ein halbes Jahr Endstation für die Züge der Linie 2 aus Richtung Corroios (Süden)

Letztendlich entschieden sich die portugiesische Regierung als auch die Stadtverwaltungen von Almada und Seixal für das Konsortium Metro Transportes do Sul, SA (MTS), dessen führendes Unternehmen Joaquin Jerónimo ein Teil der Firmengruppe Barraqueiro ist, einer der größten privaten Nahverkehrsanbieter in Portugal. Zur Gruppe Barraqueiro gehört unter anderem die einzige private, portugiesische Eisenbahngesellschaft Fertagus und zahlreiche Busgesellschaften. Offizieller Spatenstich war am 12. Dezember 2002, die Bauarbeiten begannen im April 2003.
Bereits kurz nach Baubeginn formierte sich die Almadenser Bürgerbewegung MST, não cortes Almeida ao meio, zu Deutsch „Metro Sul do Tejo, teile Almada nicht in der Mitte“, deren Hauptkritikpunkt war, dass die geplante Straßenbahn direkt durch das Zentrum Almadas führen sollte und so die Verkehrssicherheit wesentlich darunter leiden würde. Die Bürgerbewegung beschwerte sich ohne Erfolg bei der Europäischen Union in Brüssel.
Bis November 2003 konnten über 100 Meter Gleise im Raum Corroios verlegt werden. Doch die Bevölkerung und vorwiegend die Händler in Almada protestierten gegen den geplanten Bau der Straßenbahn. Besonders die Einwohner in Ramalha, die von einem Gleisdreieck der drei Streckenzweige eingebaut waren, äußerten ihr Bedenken, dass sie zukünftig nur von Straßenbahngleisen umgeben sein würden. Durch die zahlreichen Proteste verzögerte die Stadtverwaltung von Almada die geplante Grundstücksübergabe, sodass die Bauarbeiten auf dem wichtigsten Streckenast der Metro Sul do Tejo zwischen Cacilhas und Cova da Piedade nicht ausgeführt werden konnten. Die Stadtverwaltung und die lokale Bürgerversammlung warfen dem Konsortium fehlende Sicherheit und mangelnde organisatorische Effizienz vor. Erst auf Druck der portugiesischen Regierung überließ die Stadtverwaltung im November 2006 die betreffenden Grundstücke, sodass die Bauarbeiten auf dem Abschnitt im Frühjahr 2007 beginnen konnten.
Währenddessen schritten die Bauarbeiten auf den beiden Außenästen zwischen Cova da Piedade und Corroios sowie zwischen Universidade und Ramalha voran. Bis 2005 konnte die komplette Infrastruktur auf den betreffenden Abschnitten inklusive des Betriebshofes südlich des Bahnhofs Corroios fertiggestellt werden. Mitte 2005 setzte die Betreibergesellschaft MTS die Oberleitungen unter Strom, sodass am 25. August 2005 die ersten Testfahrten mit den von Siemens gelieferten Zweirichtungs-Combino-Zügen zwischen Corroios und Cova da Piedade beginnen konnten. Ein gravierendes Problem bestand weiter dahin, dass die beiden Außenstrecken nicht verbunden waren, da die Bauarbeiten am Gleisdreieck Cova da Piedade / Ramalha / Bento Gonçalves aufgrund der nicht übergebenen Grundstücke nicht beginnen konnten.

### Schrittweise Eröffnungen

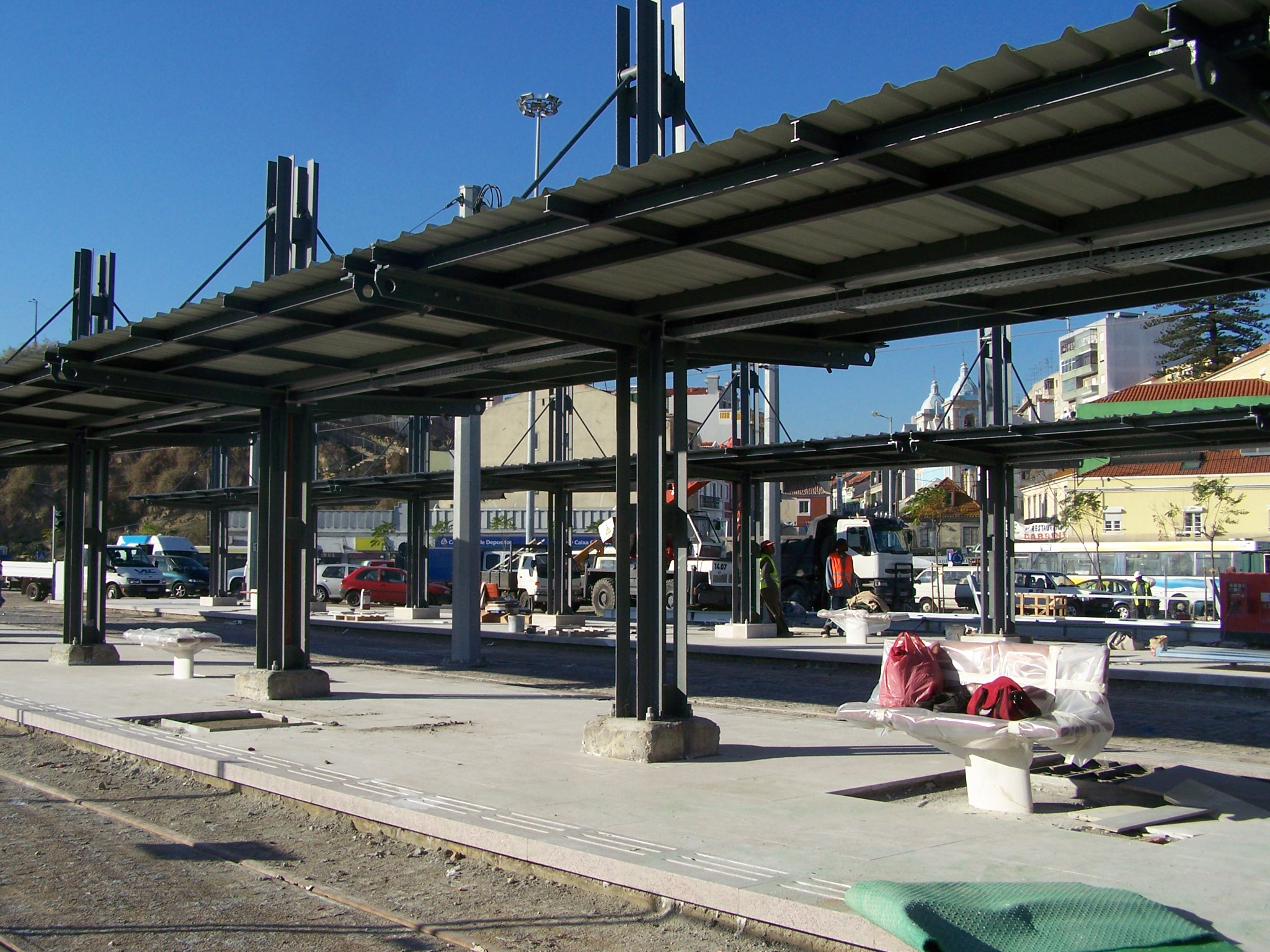
Bau der Endhaltestelle Cacilhas im Oktober 2008

Dadurch, dass ausschließlich die Strecken Corroios–Gleisdreieck sowie Universität–Gleisdreieck inklusive des Betriebshofes fertiggestellt waren, ergab sich ein Problem. Von Anfang an war der durch Almada führende Streckenast als der mit meisten Fahrgästen vorhergesehen. Um zumindest die vorhandene Infrastruktur nicht verwahrlosen zu lassen und auch um der Bevölkerung Ergebnisse der langen Bauarbeiten zeigen zu können, nahm die Betreibergesellschaft zumindest den ersten Streckenabschnitt zwischen Corroios und Cova da Piedade am 30. April 2007 in Betrieb. Aufgrund der bedeutungslosen Strecke und den parallel führenden Buslinien der TST waren die Fahrgastzahlen besonders niedrig und fuhr naturgemäß hohe Verluste ein, laut Zeitungsberichten etwa 15.000 Euro pro Tag. Die Linie 2 fuhr tagsüber zwischen 06:30 und 22:45 alle zehn Minuten, in der Hauptverkehrszeit alle fünf Minuten.
Als zweite Etappe nahm die Betreibergesellschaft daraufhin am 15. Dezember 2007 den Abschnitt zwischen Universidade über Pragal zum Gleisdreieck in Betrieb. Durch die Inbetriebnahme einer provisorischen Linie „23“ zwischen Corroios und Universidade stiegen die Fahrgastzahlen, nun war zumindest eine zusätzliche Umsteigemöglichkeit zur Fertagus-Bahn am Bahnhof Pragal gegeben.
Währenddessen schritten die Bauarbeiten auf dem Streckenast nach Cacilhas voran. Dennoch konnten beispielsweise erst im Frühjahr 2008 die erste Grundbetonierung für das Gleisbett an der Endhaltestelle Cacilhas erfolgen, im Juli konnte die ersten Haltestellenaufbauten errichtet werden. Letztendlich konnte der dritte Streckenast feierlich am 26. November 2008 durch Verkehrsminister Mário Lino und der Almadenser Bürgermeisterin Maria Emilia Neta de Sousa eröffnet werden. Seitdem ist auch die von Anfang an ursprünglich geplante Verkehrsführung mit drei Linien in Betrieb. Insgesamt kostete der Bau der ersten Phase 400 Millionen Euro und damit 70 Millionen mehr als geplant, was jedoch vor allem an der verzögerten Eröffnung lag.
Aufgrund zahlreicher, teils tödlicher Unfälle zwischen Straßenbahn und Fußgängern wie Autos, initiierte die Betreibergesellschaft im Jahr 2011 eine große Kampagne namens Obrigado. A prioridade é do Metro., zu Deutsch Danke. Die Metro hat Vorfahrt. Im Rahmen der Kampagne erhielten alle Züge große Klebefolien, an zahlreichen Punkten an der Strecke wurden Hinweisschilder aufgestellt.

## Zukunft

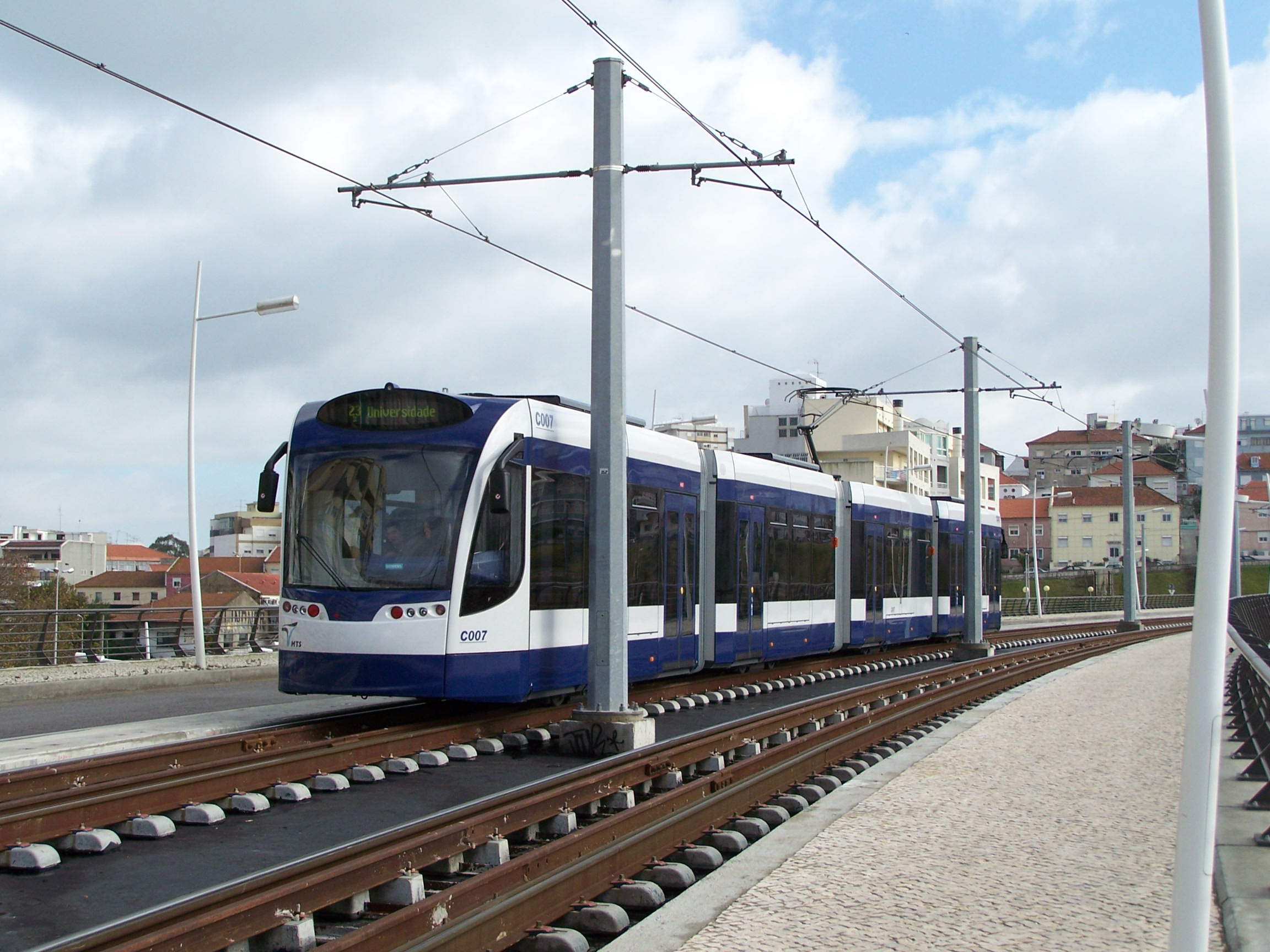
Ein Zug der Metro Sul do Tejo auf einer der Brücken

Mittelfristig ist es vorgesehen, die Linie weiter in Richtung Süden bis zum Fertagus-Bahnhof Fogueteiro zu verlängern. Ein Teil der Strecke ist mit der Betriebshofzufahrt bereits fertiggestellt, an den Gleisen befindet sich außerdem auch schon ein Haltestellenrohbau.
Des Weiteren ist geplant, eine weitere Linie von Fogueiteiro über Seixal zum Bahnhof Barreiro zu führen. Auch wird derzeit eine Verlängerung der Linie 3 von der Universität zur bekannten Costa da Caparica angedacht, eine Stadt am Atlantik und bekannt als Wochenendbadeort für die Hauptstädter.

## Fahrzeuge
Die Metro Sul do Tejo benutzt ausschließlich Niederflurgelenkwagen des Typs Combino Plus (aktueller Markenname Avenio), hergestellt von Siemens Mobility. Ein Zug befördert zwischen 225 und 300 Personen bei 74 Sitzplätzen. Sie sind zu hundert Prozent niederflurig, bei einer Einstiegshöhe von 30 Zentimetern über Schienenoberkante. Die Höchstgeschwindigkeit beträgt 70 km/h. Eines der Fahrzeuge wurde von Januar bis August 2007 bei der Straßenbahn Melbourne präsentiert, auch im Fahrgastbetrieb.

## Literatur

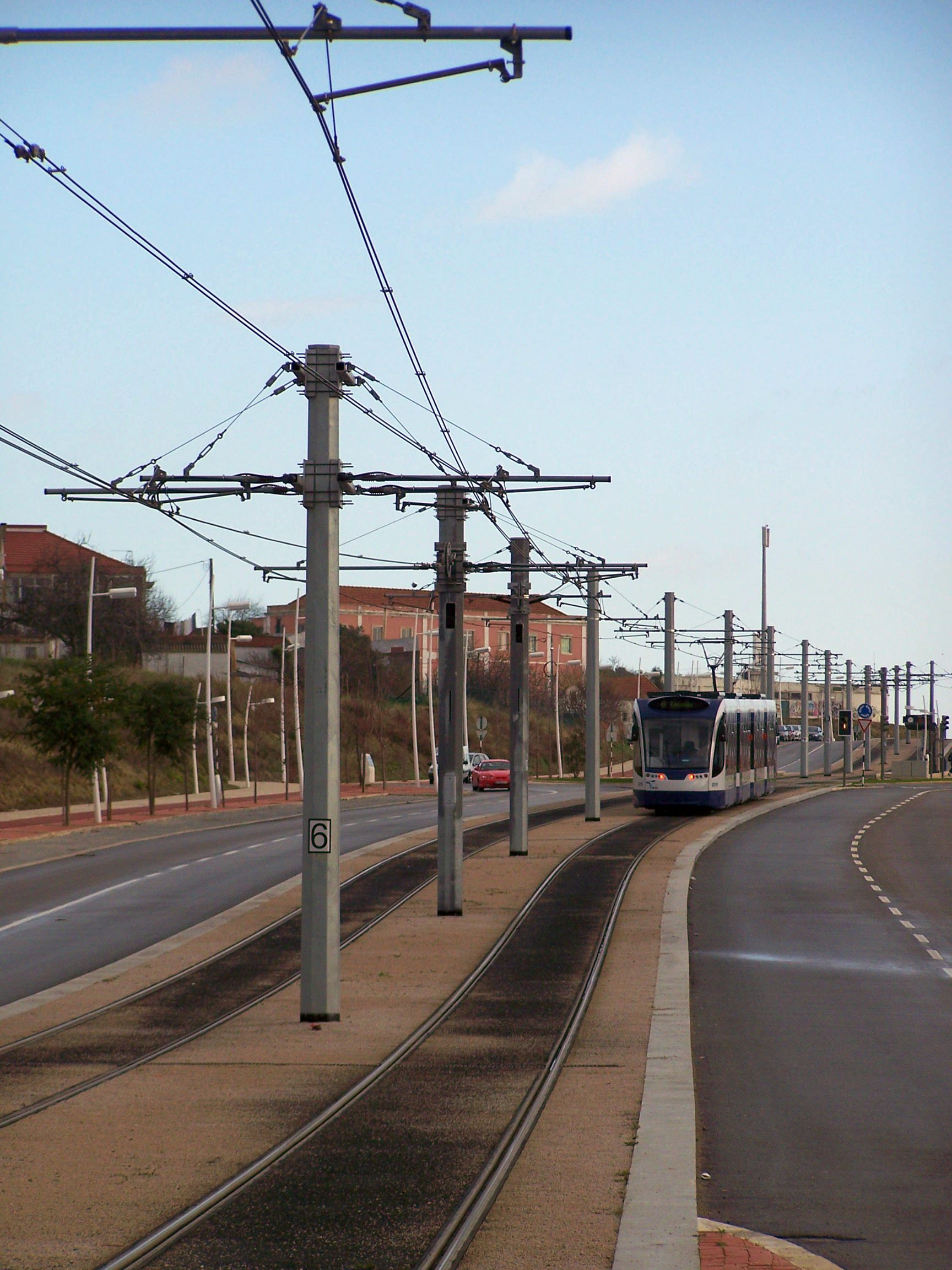
Zug der Metro Sul do Tejo auf dem Universitätsstreckenast